# Euphorbia lancifolia
Euphorbia lancifolia Schltdl. es una especie perteneciente a la familia de las euforbiáceas. Es nativo de México a Centroamérica.

## Propiedades
Es conocida en Guatemala como ixbut y utilizada por la medicina tradicional para que las mujeres en periodo de lactancia produzcan leche materna. El análisis de la hoja ha encontrado que tiene un alto contenido de proteínas.[cita requerida]
Los tallos huecos con escasas hojas se venden en los mercados locales. La infusión o decocción de la hoja goza de una gran reputación para favorecer la lactancia de las madres incluso cuando esta se ha ido, combatir la impotencia sexual, fiebre puerperal, dolor de cuerpo, y cólico estomacal.
Tópicammente se usa la decocción en baños de la planta completa para llagas y dolor de cuerpo.
Se le atribuye propiedad galactogoga, antiséptica y tónico estimulante.

## Taxonomía
Euphorbia lancifolia fue descrita por   Diederich Franz Leonhard von Schlechtendal  y publicado en Linnaea 7: 143–144. 1832.
Etimología
Euphorbia: nombre genérico que deriva del médico griego del rey Juba II de Mauritania (52 a 50 a. C. - 23), Euphorbus, en su honor – o en alusión a su gran vientre –  ya que usaba médicamente Euphorbia resinifera. En 1753, Carlos Linneo asignó el nombre a todo el género.
lancifolia: epíteto latino que significa "con hojas en forma de lanza".
Sinonimia
- Poinsettia lancifolia (Schltdl.) Klotzsch & Garcke (1859).
- Euphorbia lancifolia var. villicaulis Fernald (1901).[9][10]